# Вибори до Європейського парламенту в Угорщині 2014
Вибори в Європейський парламент в Угорщині пройшли 25 травня 2014 року і стали третіми європейськими виборами в країні. На виборах було обрано угорську делегацію, що складається з 21 депутата.
Порівняно з попередніми європейськими виборами 2009 року в результаті підписання Лісабонського договору в грудні 2009 року делегація Угорщини була зменшена з 22 до 21 депутата.

## Результати
- Фідес — 12
- Йоббік — 3
- Угорська соціалістична партія — 2
- Демократична коаліція — 2
- Разом — Діалог за Угорщину — 1
- Політика може бути іншою − 1